# Synandrospadix vermitoxicus
Synandrospadix es un género monotípico de plantas con flores perteneciente a la familia Araceae. Su única especie, Synandrospadix vermitoxicum  (Griseb.) Engl., es originaria de Bolivia, Paraguay, Perú, y noroeste de Argentina.

## Descripción
La inflorescencia tiene un olor desagradable con una espata cuya superficie interior es de color púrpura-marrón con verrugas verdes y una suave superficie exterior de color verde. El espádice tiene forma de huevo, de color rojo, y tiene flores masculinas puntiagudas que sobresalen de ella.

## Taxonomía
Synandrospadix vermitoxicum fue descrita por (Griseb.) Engl. y publicado en Botanische Jahrbücher für Systematik, Pflanzengeschichte und Pflanzengeographie 4: 62. 1883.
Sinonimia
- Asterostigma vermitoxicum Griseb., Abh. Königl. Ges. Wiss. Göttingen 19: 247 (1874).
- Staurostigma vermitoxicum (Griseb.) Engl. in A.L.P.de Candolle & A.C.P.de Candolle, Monogr. Phan. 2: 517 (1879).
- Lilloa puki Speg., Pl. Nov. Argent. 3: 11 (1897).[3]